# Toyota TF103
El Toyota TF103 fue un monoplaza de Fórmula 1, diseñado por Gustav Brunner con el que el equipo Toyota Racing compitió en la temporada 2003. Presentado el 8 de enero de 2003 en el Circuito Paul Ricard, sus pilotos fueron el francés Olivier Panis y el brasileño Cristiano da Matta.

## Desarrollo

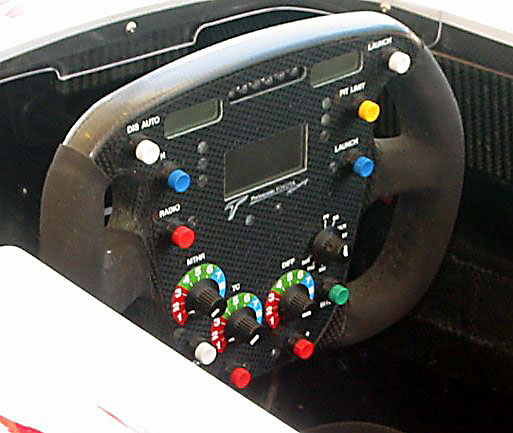
Volante del TF103

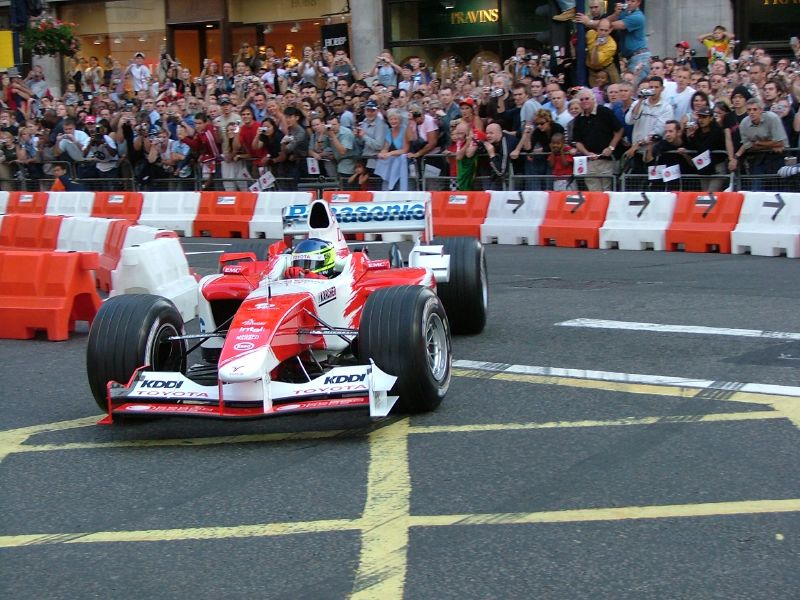
El TF103 en una exhibición en Londres

El TF103 fue un diseño bastante conservador, por la admisión del equipo fue más una "evolución lógica" de su predecesor, el TF102. Más ligero y con más carga aerodinámica, el coche fue un esfuerzo conjunto entre el equipo de diseño de Gustav Brunner y Keizo Takahashi, jefe de coordinación técnica.

La mayor mejora con respecto al TF102 vino con el motor, el RVX-03 se probó por primera vez en septiembre de 2002 y ofreció al equipo beneficios dobles sobre el RVX-02; era más liviano y proporcionaba más potencia. El motor fue idea del diseñador italiano Luca Marmorini.

## Resultados

### Fórmula 1
(Clave) (negrita indica pole position) (cursiva indica vuelta rápida)

| Año         | Motor      | Neu. | N.º | Pilotos            | 1   | 2   | 3   | 4   | 5   | 6   | 7   | 8   | 9   | 10  | 11  | 12  | 13  | 14  | 15  | 16  | Puntos | Pos. |
| ----------- | ---------- | ---- | --- | ------------------ | --- | --- | --- | --- | --- | --- | --- | --- | --- | --- | --- | --- | --- | --- | --- | --- | ------ | ---- |
| 2003        | RVX-03 V10 | M    |     |                    | AUS | MYS | BRA | SMR | ESP | AUT | MON | CAN | EUR | FRA | GBR | GER | HUN | ITA | USA | JPN | 16     | 8º   |
| 2003        | RVX-03 V10 | M    | 20  | Olivier Panis      | Ret | Ret | Ret | 9   | Ret | Ret | 13  | 8   | Ret | 8   | 11  | 5   | Ret | Ret | Ret | 10  | 16     | 8º   |
| 2003        | RVX-03 V10 | M    | 21  | Cristiano da Matta | Ret | 11  | 10  | 12  | 6   | 10  | 9   | 11  | Ret | 11  | 7   | 6   | 11  | Ret | 9   | 7   | 16     | 8º   |
| Referencia: |            |      |     |                    |     |     |     |     |     |     |     |     |     |     |     |     |     |     |     |     |        |      |